# Platylabus submarginatus
Platylabus submarginatus là một loài tò vò trong họ Ichneumonidae.